# Yoshiaki Ōshima
Yoshiaki Ōshima (jap. 大島 良明, Ōshima Yoshiaki; * 1952) ist ein japanischer Astronom.
In den Jahren 1987 bis 1989 entdeckte Ōshima 61 Asteroiden, darunter auch den erdnahen Asteroiden (7753) 1988 XB, der zum Apollo-Typ gehört und ein Erdbahnkreuzer ist.
Der Asteroid (5592) Oshima wurde nach ihm benannt.

## Die von Ōshima entdeckten Asteroiden
| Nummer / Name       | Bezeichnung | Datum der Entdeckung |
| ------------------- | ----------- | -------------------- |
| (3843) OISCA        | 1987 DM     | 28. Februar 1987     |
| (4157) Izu          | 1988 XD2    | 11. Dezember 1988    |
| (4261) Gekko        | 1989 BJ     | 28. Januar 1989      |
| (4293) Masumi       | 1989 VT     | 1. November 1989     |
| (4383) Suruga       | 1989 XP     | 1. Dezember 1989     |
| (4403) Kuniharu     | 1987 EA     | 2. März 1987         |
| (4715) Medesicaste  | -           | 9. Oktober 1989      |
| (4840) Otaynang     | 1989 UY     | 23. Oktober 1989     |
| (5123) Cynus        | -           | 28. Januar 1989      |
| (5206) Kodomonomori | 1988 ED     | 7. März 1988         |
| (5258) Rhoeo        | –           | 1. Januar 1989       |
| (5282) Yamatotakeru | 1988 VT     | 2. November 1988     |
| (5353) 1989 YT      | –           | 20. Dezember 1989    |
| (5397) 1988 VB5     | –           | 14. November 1988    |
| (5730) Yonosuke     | 1988 TP1    | 13. Oktober 1988     |
| (5740) Toutoumi     | 1989 WM3    | 29. November 1989    |
| (5810) 1988 EN      | –           | 10. März 1988        |
| (6903) 1989 XM      | –           | 2. Dezember 1989     |
| (7284) 1989 VW      | –           | 4. November 1989     |
| (7569) 1989 BK      | –           | 28. Januar 1989      |
| (7753) 1988 XB      | –           | 4. Dezember 1988     |
| (35074) 1989 UF1    | –           | 25. Oktober 1989     |
| (37570) 1989 UD1    | –           | 25. Oktober 1989     |
| (37571) 1989 UE1    | –           | 25. Oktober 1989     |